# Schwalmbruch, Mühlenbach- und Knippertzbachtal
Koordinaten: 51° 9′ 42″ N, 6° 16′ 24″ O

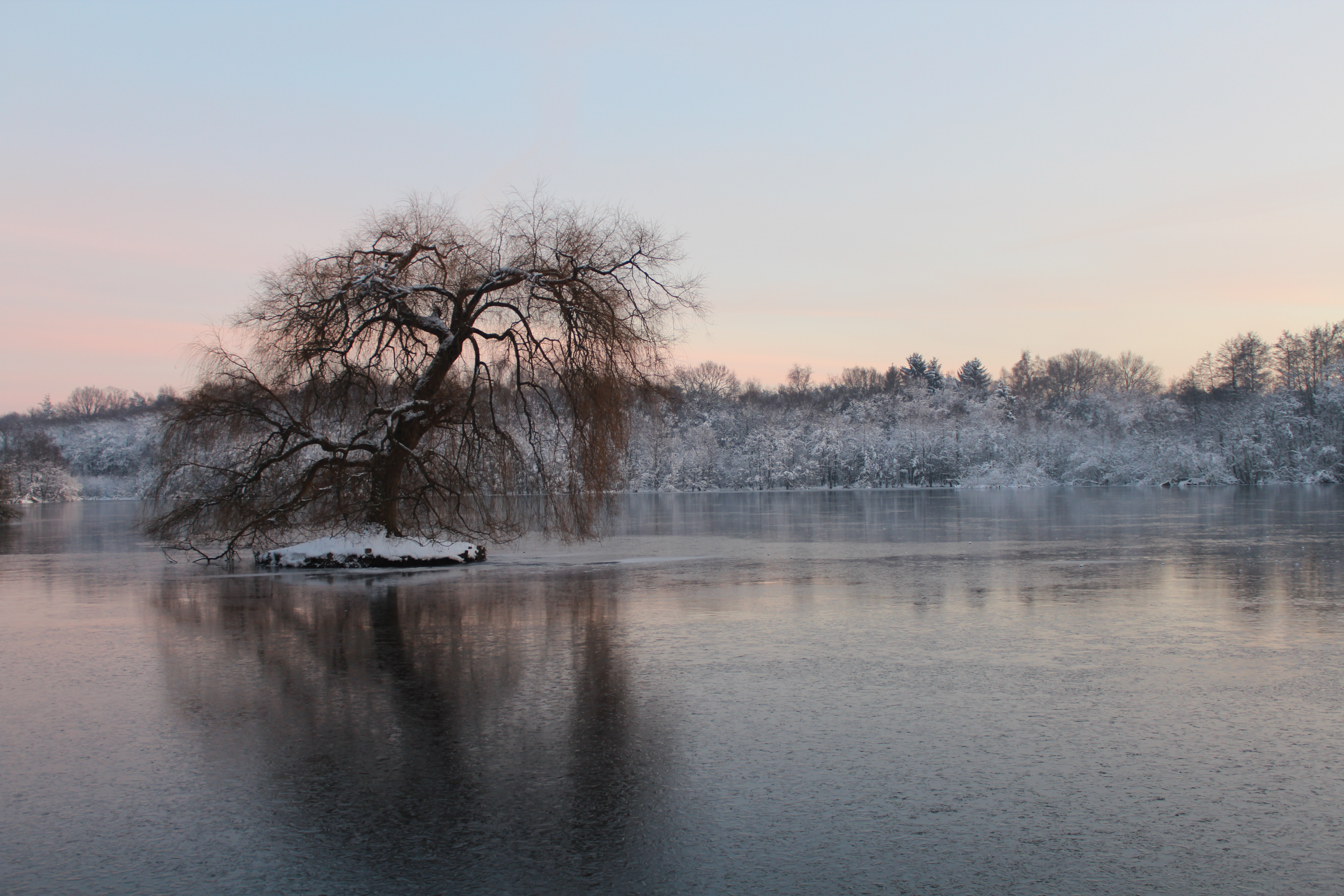
Holtmühlenweiher im NSG

Das Naturschutzgebiet Schwalmbruch, Mühlenbach- und Knippertzbachtal liegt auf dem Gebiet der Stadt Wegberg im Kreis Heinsberg in Nordrhein-Westfalen.
Das aus drei Teilflächen bestehende Gebiet erstreckt sich nördlich und nordöstlich der Kernstadt Wegberg zwischen Lochtenberg im Nordwesten und Schriefersmühle im Südosten.

## Bedeutung
Das etwa 393,1 Hektar große Gebiet wurde im Jahr 1985 unter der Schlüsselnummer HS-006 unter Naturschutz gestellt.
Schutzziele sind
- die Erhaltung der weitflächig verzweigten Bachauen mit Bruchwäldern, Großseggenriedern, sowie Still- und Fließgewässern mit Röhrichtbeständen als bedeutender Lebensraum einer großen Zahl bedrohter Pflanzen- und Tierarten wie Königsfarn, Eisvogel und Schilfrohrsänger
- die Erhaltung und Entwicklung eines naturnahen, bodenständig mit Birken und Stieleichen bestockten Laubwaldes als Arrondierungsfläche zum angrenzenden naturschutzwürdigen Erlenbruchwald und als Lebensraum für Pflanzen und Tiere
- die Erhaltung und Optimierung einer Bachaue mit Auwald-Relikten als Lebensraum unter anderem für seltene und bedrohte Pflanzenarten
- die Erhaltung und Optimierung von teilweise naturnahem Laubwald im Übergang des Feuchtwaldbereichs der Schwalmquellen zur intensiv genutzten Agrarlandschaft[2]